# Jardine Matheson Holdings
Jardine Matheson Holdings Limited, spesso chiamata semplicemente Jardines oppure Jardine, è una multinazionale,  che attualmente opera nei mercati asiatici ed è molto attiva a Hong Kong.

## Storia
Fondata in origine nel 1832 da William Jardine e da sir James Matheson, al tempo della sua fondazione si occupava di gestire il commercio illegale dell'oppio dall'India alla Cina e del tè e della seta verso l'Inghilterra, impiegando le navi più veloci esistenti all'epoca; la prima nave a partire fu nel 1834 il clipper Sarah.
Dal 1970 al 1998 ha operato in joint venture nella Jardine Fleming, una investment banking, in seguito rilevata nel 2000 da Chase Manhattan Corporation.
Ad Hong Kong gli uffici della Jardine sono situati nel grattacielo Jardine House, precedentemente noto come Connaught Centre; l'edificio fu realizzato nel 1972 ed in quel periodo, con i suoi 178,5 metri di altezza e circa 52 piani, era l'edificio più alto dell'Asia.

## Attività
Il gruppo è quotato al London Stock Exchange e alla Borsa di Singapore. Opera in molti campi ed è costituito dalle seguenti società: Jardine Pacific, Jardine Motors Group, Jardine strategic Holdings Limited, Dairy Farm, Hongkong Land, Mandarin Oriental Hotel Group, Jardine Cycle & Carriage e Astra International. Il gruppo detiene anche un pacchetto del Jardine Lloyd Thompson Group.
Il controllo dell'azienda fa riferimento alla famiglia Keswick, di origine scozzese, che discende da William Jardine.
Jardine ha anche un pacchetto di minoranza di Rothschild Continuation, una merchant banking.
A Londra opera sin dal 1848 principalmente tramite Matheson & Co Limited.